# Обележавање зуба
Нумерички системи за обележавање зуба служе као скраћенице. Уместо да се у свакодневном говору, комуникацији и вођењу евиденције и статистике користи пун назив зуба, много је једноставније и практичније да се он означи словом, бројем или неким другим симболом.
Три најчешћа начина обележавања су: Палмерова метода, универзални нумерички систем и бинарни систем.

## Историјат
Комитет Америчке денталне асоцијације је 1947. године препоручио употребу Палмерове методе обележавања зуба. Пошто је она захтевала употребу симбола, тешко се користила на тастатурама. Као резултат, асоцијација је 1968. подржала универзални нумерички систем. Данас се пак због једноставности углавном користи систем FDI подржан од стране Светске здравствене организације.

## Палмерова метода обележавања
Палмерова метода или ангуларни систем се и данас радо употребљава међу студентима стоматологије и лекарима у Уједињеном Краљевству, а ради доброг графичког приказа користе је и ортодонти и орални хирурзи. Овде је хумани зубик пројектован у координатни систем и подељен у четири једнака квадранта. Зуби сталне дентиције се у оквиру квадранта обележавају бројевима 1-8 идући од медијалне линије (од секутића ка умњаку), док су млечни зуби на исти начин обележени великим латиничним словима (A, B, C, D, E). Заправо у почетку је млечна дентиција обележавана римским бројевима (I-V), али је Палмер ово променио због једноставности и мање могућности грешака у интерпретацији.
Овај систем обележавања садржи симболе (┘└ ┐┌) који означавају припадност зуба одређеном квадранту, а број или слово поред симбола указују на његову тачну позицију. Стога ће и десни и леви горњи централни секутић бити означен бројем "1", али ће десни поред себе имати ознаку "┘" а леви ознаку "└".

## Универзални нумерички систем
Универзални нумерички систем (енгл. ADA-system) је начин обележавања зуба који се најчешће користи у САД. Он користи бројеве 1-32 за обележавање сталних зуба и велика слова енглеског алфабета (од А до Т) за обележавање млечне дентиције. Осим тога постоји и алтернативно означавање млечних зуба комбинацијом бројева и слова, где се зуби означавају бројевима 1-20 а као суфикс се додаје мало латинично слово "d".
Зуб означен бројем "1" у сталној дентицији је горњи десни трећи молар, а бројање се наставља у горњој вилици до левог трећег молара који носи ознаку "16". Након тога се почиње у доњој вилици са левим трећим моларом ("17") и наставља се до десног трећег молара који је означен бројем "32". На исти начин се одвија и обележавање млечних зуба (почиње се од горњег другог кутњака који је обележен као „А“ или "1d").
Овај систем има посебан број или слово за сваки зуб, што знатно олакшава коришћење тастатуре.

## Бинарни систем
Данас се у свету најчешће користи бинарни бројчани систем (енгл. FDI-system), установљен у Букурешту 1970. године на заседању Светске стоматолошке федерације. Он је познат и као ISO-3950 означавање и подржава га Светска здравствена организација.
Зубни лукови су подељени на четири квадранта који су обележени бројевима 1-4 за сталну дентицију (при чему 1 означава горњи десни, 2 горњи леви, 3 доњи леви и 4 доњи десни квадрант). Четири квадранта млечне дентиције су обележена бројевима 5-8. Други број у систему означава положај зуба у квадранту, идући од медијалне линије. Тако се нпр. горњи десни очњак означава са 13 (чита се један-три); доњи леви латерални секутић са 32 (чита се три-два) итд.
|  |  |

| 11 - горњи десни централни секутић 12 - горњи десни латерални секутић 13 - горњи десни очњак 14 - горњи десни први преткутњак 15 - горњи десни други преткутњак 16 - горњи десни први кутњак 17 - горњи десни други кутњак 18 - горњи десни трећи кутњак (умњак) 41 - доњи десни централни секутић 42 - доњи десни латерални секутић 43 - доњи десни очњак 44 - доњи десни први преткутњак 45 - доњи десни други преткутњак 46 - доњи десни први кутњак 47 - доњи десни други кутњак 48 - доњи десни трећи кутњак (умњак) |  | 21 - горњи леви централни секутић 22 - горњи леви латерални секутић 23 - горњи леви очњак 24 - горњи леви први преткутњак 25 - горњи леви други преткутњак 26 - горњи леви први кутњак 27 - горњи леви други кутњак 28 - горњи леви трећи кутњак (умњак) 31 - доњи леви централни секутић 32 - доњи леви латерални секутић 33 - доњи леви очњак 34 - доњи леви први преткутњак 35 - доњи леви други преткутњак 36 - доњи леви први кутњак 37 - доњи леви други кутњак 38 - доњи леви трећи кутњак (умњак) |